# Вице-президент Экваториальной Гвинеи
Ви́це-президе́нт Экватора́льной Гвине́и (исп. Vicepresidente de la República de Guinea Ecuatorial, фр. Vice-président de la République de Guinée équatoriale, порт. Vice Presidente da República da Guiné Equatorial) является вторым по значимости лицом в Республике Экваториальная Гвинея после президента, который его назначает и отрешает от должности. В настоящее время президент имеет право назначить двух вице-президентов (первого и второго, исп. Vicepresidente Primero y Vicepresidente Segundo).

## Обзор
Пост вице-президента был установлен при получении Экваториальной Гвинеей независимости 12 октября 1968 года в соответствии с Конституцией 1968 года, определившей, что вице-президент должен происходить из другого, чем президент, исторического региона страны. Поскольку избранный президентом Франсиско Масиас Нгема Бийого происходил из провинции Рио-Муни, назначенный вице-президентом Эдмундо Боссио был уроженцем провинции Фернандо-По.
Эдмундо Боссио сохранил пост вице-президента и после установления в 1969 году фактической диктатуры президента Франсиско Масиаса Нгемы, де-факто возглавляя правительство в регионе Фернандо-По в периоды нахождения президента в континентальном регионе Рио-Муни.
Однако в марте 1974 года Боссио был подвергнут домашнему аресту, уволен со своего поста и казнён в тюрьме Плайя-Негра 21 февраля 1975 года. На посту вице-президента его сменил Мигель Эеге Нтутуму.
Мигель Эеге был замешан в попытке государственного переворота 1976 года, вследствие чего уволен и арестован, после чего в течение двух лет пост вице-президента оставался вакантным, пока в 1978 году президент не назначил на него министра иностранных дел Бонифасио Нгему Эсоно Нчаму.
После государственного переворота, организованного 3 августа 1979 года племянником президента, командующим Национальной гвардией подполковником Теодоро Обиангом Нгемой Мбасого, пост вице-президента был сохранён в составе Высшего военного совета, первоначально Революционного военного совета, исп. Consejo Militar Revolucionario de Guinea Ecuatorial, который оставался правительством де-факто до вступления в силу Конституции 1982 года. В Военном совете на пост вице-президента был назначен министр иностранных дел Флоренсио Майе Эла Манге.
В Основном законе (конституции) 1982 года пост вице-президента отсутствовал. Он появился вновь после конституционной реформы 2011 года по изменению основного закона (конституции) 1991 года, установившей посты первого и второго вице-президентов. 21 мая 2012 года на них были назначены Игнасио Милам Танг, и сын президента Теодоро Обианга Нгемы Мбасого Теодоро Нгема Обианг Мангу соответственно. 22 июня 2016 года сын президента был назначен на пост первого вице-президента, при этом пост второго вице-президента остался вакантным.

## Вице-президенты (1968—1982)
|   | Портрет                                                           | Имя                                                                        | Начало полномочий | Окончание полномочий | Партия                                                                      | Президент                    |
| - | ----------------------------------------------------------------- | -------------------------------------------------------------------------- | ----------------- | -------------------- | --------------------------------------------------------------------------- | ---------------------------- |
| 1 |                                                                   | Эдмундо Боссио Дьоко (1922—1975) исп. Edmundo Bossio Dioko                 | 12 октября 1968   | 3 марта 1974         | Союз Бубу                                                                   | Франсиско Масиас Нгема       |
|   | Единая национальная партия →Единая национальная партия трудящихся | Эдмундо Боссио Дьоко (1922—1975) исп. Edmundo Bossio Dioko                 | 12 октября 1968   | 3 марта 1974         |                                                                             | Франсиско Масиас Нгема       |
| 2 |                                                                   | Мигель Эеге Нтутуму (1928—1979) исп. Miguel Eyegue Ntutumu                 | март 1974         | ноябрь 1976          |                                                                             | Франсиско Масиас Нгема       |
| 3 |                                                                   | Бонифасио Нгема Эсоно Нчама (1938—2015) исп. Bonifacio Nguema Esono Nchama | май 1978          | 3 августа 1979       |                                                                             | Франсиско Масиас Нгема       |
| 4 |                                                                   | Флоренсио Майе Эла Манге (1942—) исп. Florencio Mayé Elá Mangue            | август 1979       | сентябрь 1982        | член Высшего военного совета (первоначально Революционного военного совета) | Теодоро Обианг Нгема Мбасого |

## Первые вице-президенты (после реформы 2011 года)
|    | Портрет | Имя                                                                  | Начало полномочий | Окончание полномочий | Партия                                       | Президент                    |
| -- | ------- | -------------------------------------------------------------------- | ----------------- | -------------------- | -------------------------------------------- | ---------------------------- |
| 5а |         | Игнасио Милам Танг (1940—) исп. Ignacio Milam Tang                   | 21 мая 2012       | 22 июня 2016         | Демократическая партия Экваториальной Гвинеи | Теодоро Обианг Нгема Мбасого |
| 6  |         | Теодоро Нгема Обианг Мангу (1969—) исп. Teodoro Nguema Obiang Mangue | 22 июня 2016      | действующий          | Демократическая партия Экваториальной Гвинеи | Теодоро Обианг Нгема Мбасого |

## Вторые вице-президенты (после реформы 2011 года)
|    | Портрет | Имя                                                                  | Начало полномочий | Окончание полномочий | Партия                                       | Президент                    |
| -- | ------- | -------------------------------------------------------------------- | ----------------- | -------------------- | -------------------------------------------- | ---------------------------- |
| 5б |         | Теодоро Нгема Обианг Мангу (1969—) исп. Teodoro Nguema Obiang Mangue | 21 мая 2012       | 22 июня 2016         | Демократическая партия Экваториальной Гвинеи | Теодоро Обианг Нгема Мбасого |

После назначения Теодоро Обианг Нгема Мбасого на пост первого вице-президента пост второго вице-президента остаётся вакантным.